# 도전! K-스타트업 2017
《도전! K-스타트 업 2017》은 창업을 꿈꾸는 청년들이 경합을 펼치는 창업 오디션 프로그램이며 2017년 10월 21일 첫방송을 했고 총 7부작으로 마지막 방송은 2017년 12월 2일에 종영했다.

## 우승혜택
- 1위 - 상금 2억원
- 2위 - 상금 1억원
- 3위~10위 - 상금 3천만원